# Curtis Blair
Pour les articles homonymes, voir Blair.
Curtis Blair, né le 24 septembre 1970, à Roanoke, en Virginie, est un joueur et arbitre américain de basket-ball. Il évolue au poste de meneur. Il a arbitré six saisons en NBA D-League, en NCAA et en NBA depuis la saison 2008-2009.

## Palmarès
- Joueur de l'année de la Colonial Athletic Association 1992